# NGC 3109
NGC 3109는 바다뱀자리 방향으로 약 430만 광년 떨어진 곳에 있는 작은 불규칙 은하다. 국부 은하군의 하위그룹 중에서 가장 밝다. NGC 3109는 공기펌프자리 왜소 은하와 조석력으로 상호 작용하고 있다고 여겨지고 있다. 1835년 3월 24일 남아프리카 공화국에서 존 허셜에 의해 발견되었다.